# أنجل هيز
رين روس ويلسون (Raeen Rose Wilson) (بالإنجليزية: Angel Haze) من مواليد 10 يونيو 1992 .هي مغنية ومغنية راب أمريكية بدأت مشوارها الفني سنة 2012.

## روابط خارجية
- أنجل هيز على موقع IMDb (الإنجليزية)
- أنجل هيز على موقع ميوزك برينز (الإنجليزية)
- أنجل هيز على موقع أول ميوزيك (الإنجليزية)
- أنجل هيز على موقع ديسكوغز (الإنجليزية)
- أنجل هيز على موقع ديسكوغز (الإنجليزية)